# Громико Віктор Олександрович
Віктор Олександрович Громико (біл. Віктар Аляксандравіч Грамыка; 1 січня 1923, село Сенькове, Могильовський район, БССР — 10 липня 2019) — білоруський художник. Почесний член Національної академії наук Білорусі (2000), професор (1981). Заслужений діяч мистецтв Білорусі (1970). Народний художник Білорусі (1991). Учасник Другої світової війни.

## Біографія
Закінчив Білоруський театрально-мистецький інститут (1958). В 1959—1997 викладав в Білоруській академії мистецтв. У 1962—1972 рр. та 1977—1982 рр. — голова правління Союзу художників БРСР.
Працював в станковому живописі в жанрах картини, пейзажа, портрета. Серед основних тем творчості — тема Другої світової війни. Основні праці: полотна «Солдати» (1967), «1941 рік. Над Прип'яттю» (1970), «Жінкам Великої Вітчизняної присвячується» (1972), «Пісня про мій загін» (1978), «Яблука урожаю 1941 року» (1987); портрети Янки Бриля (1968), комісара А. Ф. Юр'єва (1982), В. Бикова (1984); пейзажі «Білоруські лани» (1970), «Липень пахне травою» (1990), «Над старими окопами — тиша» (1995) та інші. Його твори знаходяться в Національному мистецькому музеї Білорусі, Музеї сучасного образотворчого мистецтва в Мінську, Могильовському обласному мистецькому музеї імені Масленікова, Третьяковській галереї в Москві.
Нагороджений медаллю Франциска Скорини (1996).